# Middlesex megye (New Jersey)
Middlesex megye az Amerikai Egyesült Államokban, azon belül New Jersey államban található. Megyeszékhelye New Brunswick. Lakosainak száma 863 162 fő (2020. április 1.).

## Szomszédos megyék
- Somerset megye (északnyugat)
- Union megye (észak)
- Richmond megye (északkelet)
- Monmouth megye (délkelet)
- Mercer megye (délnyugat)

## Népesség
A megye népességének változása:
| Lakosok száma | 811 130 | 816 683 | 823 196 | 828 919 | 840 900 | 863 162 |
|               | 2010    | 2011    | 2012    | 2013    | 2015    | 2020    |